# Джюльнара (кратер)
Джюльнара(лат.  и англ. Julnar) — 19-километровый ударный кратер на поверхности луны Сатурна — Энцелада. Координаты центра — 52°47′ с. ш. 350°00′ з. д. / 52,79° с. ш. 350° з. д.. Кратер был обнаружен на снимках космического аппарата «Вояджер-2», а через некоторое время подробно снят зондом «Кассини-Гюйгенс». Этот кратер — четырнадцатый по величине на Энцеладе, его диаметр составляет 19 км. Внутреннюю часть кратера занимает не большая куполообразная структура. Она представляет собой его центральную горку (возникшую вследствие релаксации поверхности после удара). Название кратера получило официальное утверждение в 1982 году.

## Эпоним
Назван в честь Джюльнары — персонажа, описанного в сборнике народных сказок Тысяча и одна ночь. Джюльнара — героиня сказок, рождённая морем.